# Pyrgomorpha vignaudi
Pyrgomorpha vignaudi är en insektsart som först beskrevs av Guerin-meneville 1849.  Pyrgomorpha vignaudi ingår i släktet Pyrgomorpha och familjen Pyrgomorphidae.

## Underarter
Arten delas in i följande underarter:
- P. v. vignaudi
- P. v. semlikiana

## Bildgalleri

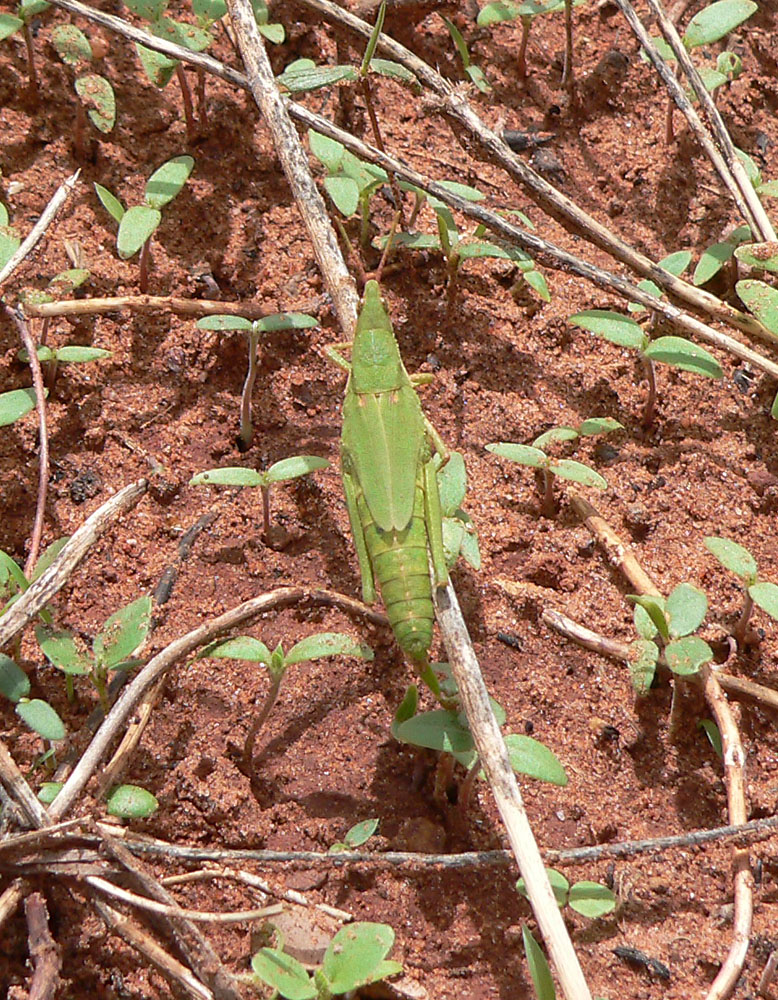